# Гал (единица измерения)

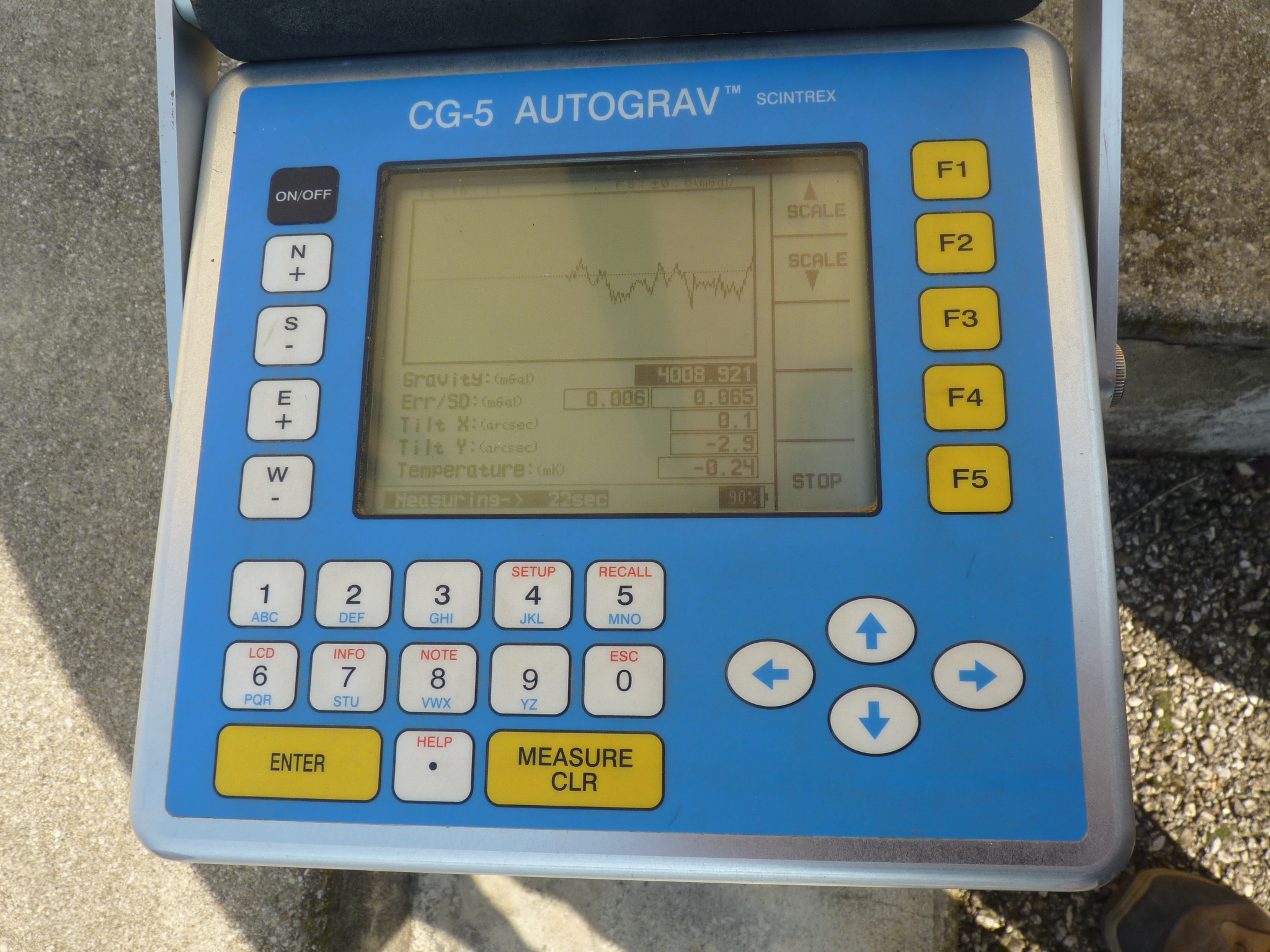
Измерение разности значений ускорения свободного падения при помощи гравиметра CG5 Autograv, значения в мГал.

Гал (русское обозначение: Гал; международное: Gal) — единица измерения ускорения в системе СГС, равна 1 см/с2. Гал назван в честь итальянского физика и астронома Галилео Галилея (1564—1642). Иногда называется[кем?] галилео или галь.
В настоящее время гал имеет статус внесистемной единицы и не входит в число единиц Международной системы единиц (СИ). Однако в брошюре СИ 2019 года гал имеет определение и отдельно упомянут в качестве действующей единицы в геодезии и геофизике. В Российской Федерации гал допущен к использованию без ограничения срока с областью применения гравиметрия.
Гал применяется в гравиметрии при измерениях ускорения свободного падения (g). Часто применяются также дольные единицы — миллигал (мГал, mGal), равный 10−3 Гал, и микрогал (мкГал, μGal), равный 10−6 Гал.
Как и для других единиц измерения, образованных от фамилий, название единицы пишется со строчной буквы (гал, миллигал, микрогал), а обозначение — с прописной (Гал, мГал, мкГал).

## Примеры
- Стандартное (нормальное) значение g — 980,665 Гал[1].
- Среднее значение g на поверхности Земли — 979,7 Гал[3]

Величины вариаций g:
- Изменение от полюса к экватору за счёт центробежной силы — 3,4 Гал
- Изменение от полюса к экватору за счёт сплюснутости Земли— 1,8 Гал
- Максимальная амплитуда лунно-солнечных возмущений — 0,24 мГал